# ألبرت أو. غروسفينور
ألبرت أو. غروسفينور هو سياسي أمريكي، ولد في 26 يناير 1820 في Stillwater, New York ‏ في الولايات المتحدة، وتوفي في 10 مارس 1910 في جونزفيل في الولايات المتحدة. نشط حزبياً في حزب اليمين والحزب الجمهوري. وقد انتخب أمين صندوق الدولة ‏ وانتخب عضو مجلس ولاية ميشيغان ‏.